# Kusjonipasset
Kusjonipasset (georgiska: კუშონის უღელტეხილი, Kusjonis ugheltechili) är ett bergspass i Georgien. Det ligger i regionen Abchazien, i den nordvästra delen av landet. Kusjonipasset ligger 2 116 meter över havet.